# Ранчет Естејтс (Тексас)
Ранчет Естејтс (енгл. Ranchette Estates) насељено је место без административног статуса у америчкој савезној држави Тексас.

## Демографија
По попису из 2010. године број становника је 152, што је 19 (14,3%) становника више него 2000. године.
| Група             | 2000.       | 2010.       |
| Белци             | 7 (5,3%)    | 3 (2,0%)    |
| Афроамериканци    | 0 (0,0%)    | 4 (2,6%)    |
| Азијати           | 0 (0,0%)    | 0 (0,0%)    |
| Хиспаноамериканци | 126 (94,7%) | 146 (96,1%) |
| Укупно            | 133         | 152         |